# Atalanta, Santa Catarina
Atalanta là một đô thị thuộc bang Santa Catarina, Brasil. Đô thị này có diện tích 95 km², dân số năm 2007 là 3317 người, mật độ 34,9 người/km².